# Pazzi Szent Mária Magdolna
Pazzi Szent Mária Magdolna (születési nevén: Caterina Pazzi) (Firenze, Firenzei Hercegség, 1566. április 2. – Firenze, Toszkánai Nagyhercegség, 1607. május 25.) szentté avatott karmelita apáca, misztikus.

## Élete

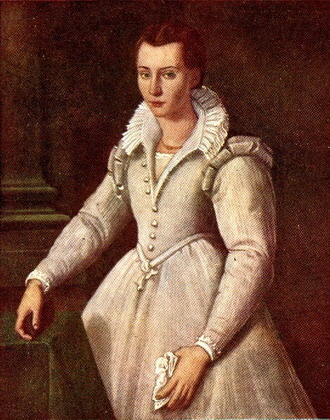
Caterina Pazzi

Pazzi Szent Mária Magdolna Firenzében született előkelő, arisztokrata leszármazottjaként. A keresztségben a Katalin nevet kapta. Már gyermekkorában sokat imádkozott. Nagyon korán kitűnt gyermektársai közül jámborságával és rendkívüli szellemi képességeivel. Egész különös vonzást gyakorolt rá a Szentháromság és az Eucharisztia misztériuma. Iskolás korában lemondásként és jó cselekedetként sokszor adta ételét a szegényeknek, vagy a börtön lakóinak. Elsőáldozása után, 12 évesen titokban szüzességi fogadalmat tett. Ezt családja nagyon nehezen vette tudomásul, de amikor közölte, hogy inkább a vérpadra megy, és lefejezteti magát, de másé nem lesz, csak Krisztusé, elfogadták hivatását.
16 évesen, 1582. december 2-án lépett be a firenzei San Frediano-templomhoz tartozó Santa Maria degli Angeli karmelita kolostorba. Beöltözése 1583. január 30-án volt, ekkor vette fel a bűnbánó Mária Magdolna nevét. A noviciátus két éve alatt titokzatos betegség lepte meg, amelyen senki nem tudott segíteni: magas láz kínozta és szünet nélkül köhögött. Emiatt sem aludni, sem étkezni nem tudott, úgyhogy bizonyos idő után az életéért kezdtek aggódni. Ezért a szokásosnál hamarabb bocsátották fogadalomtételre, hogy apácaként halhasson meg. Az oltár elé felállított ágyban tett fogadalmat 1584. május 24-én. Mindjárt utána elragadtatásba esett: sápadt és beesett arca megtelt, megszépült, szenvedő vonásai eltűntek, arca kipirult, szeme a feszületre szegeződött. Elragadtatása gyakran ismétlődött. Elöljárói előírták neki, hogy amennyiben képes rá, foglalja írásba az elragadtatások közben átélt tapasztalatokat; emellett a nővértársaknak is utasítást adtak, hogy írják, amit elragadtatása közben mond.
Az elragadtatások időszaka után ötéves lelki szárazság szakadt rá, sok kísértéssel, szenvedéssel, ő azonban hősiesen kitartott. 1590 pünkösdjén áldozás után szűnt meg hosszú próbatétele. Ekkor eljutott a misztikus istenismeretre, viszont ezért elég sok lelki és testi szenvedésen kellett átmennie. Jelmondata is erről szólt: Nem meghalni, hanem szenvedni.
Halála előtti éveiben egyre jobban kínozták betegségei, 1602-től súlyos beteg lett: heves lázrohamok lepték meg és vért kezdett köpni. Ágynak dőlt, s amikor apácatársai 1604-ben megválasztották szubpriórának, hivatalát már nem gyakorolhatta, mert gyakorlatilag mozgásképtelen volt. 1607. május 25.-én 41 éves korában halt meg. Sírját temetése után egy évvel felnyitották, s ekkor testét teljesen épen és érintetlenül találták. 1626-ban VIII. Orbán pápa boldoggá, IX. Kelemen pápa pedig 1669-ben szentté avatta.

## Művei magyarul
- (szerk.) Giovanni Pozzi – Claudio Leonardiː Olasz misztikus írónők, Európa Könyvkiadó, Budapest, 2001, ISBN 963-07-6849-6, 345–381. o.

## Képgaléria

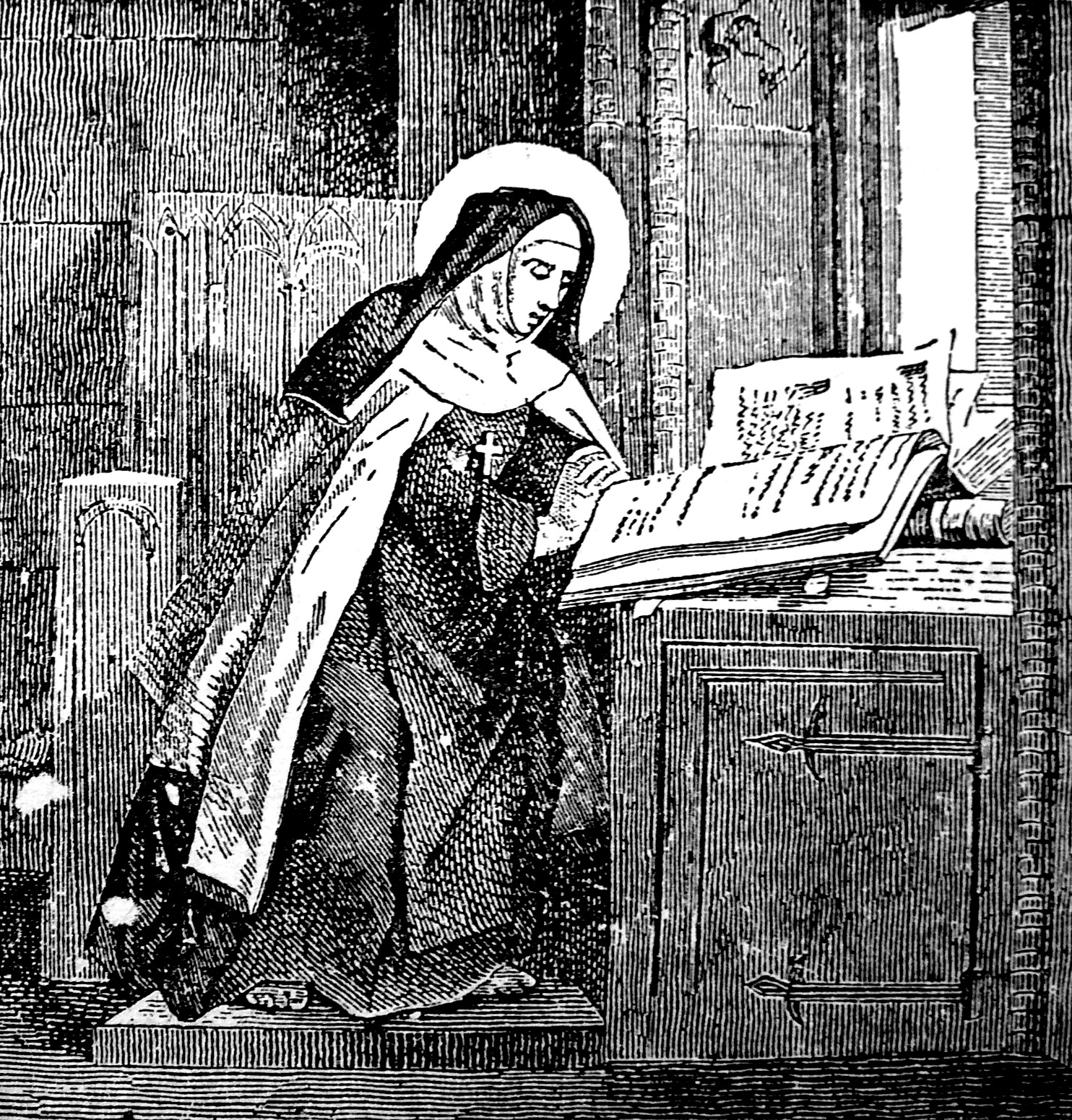
Egy 1878-ból származó metszeten
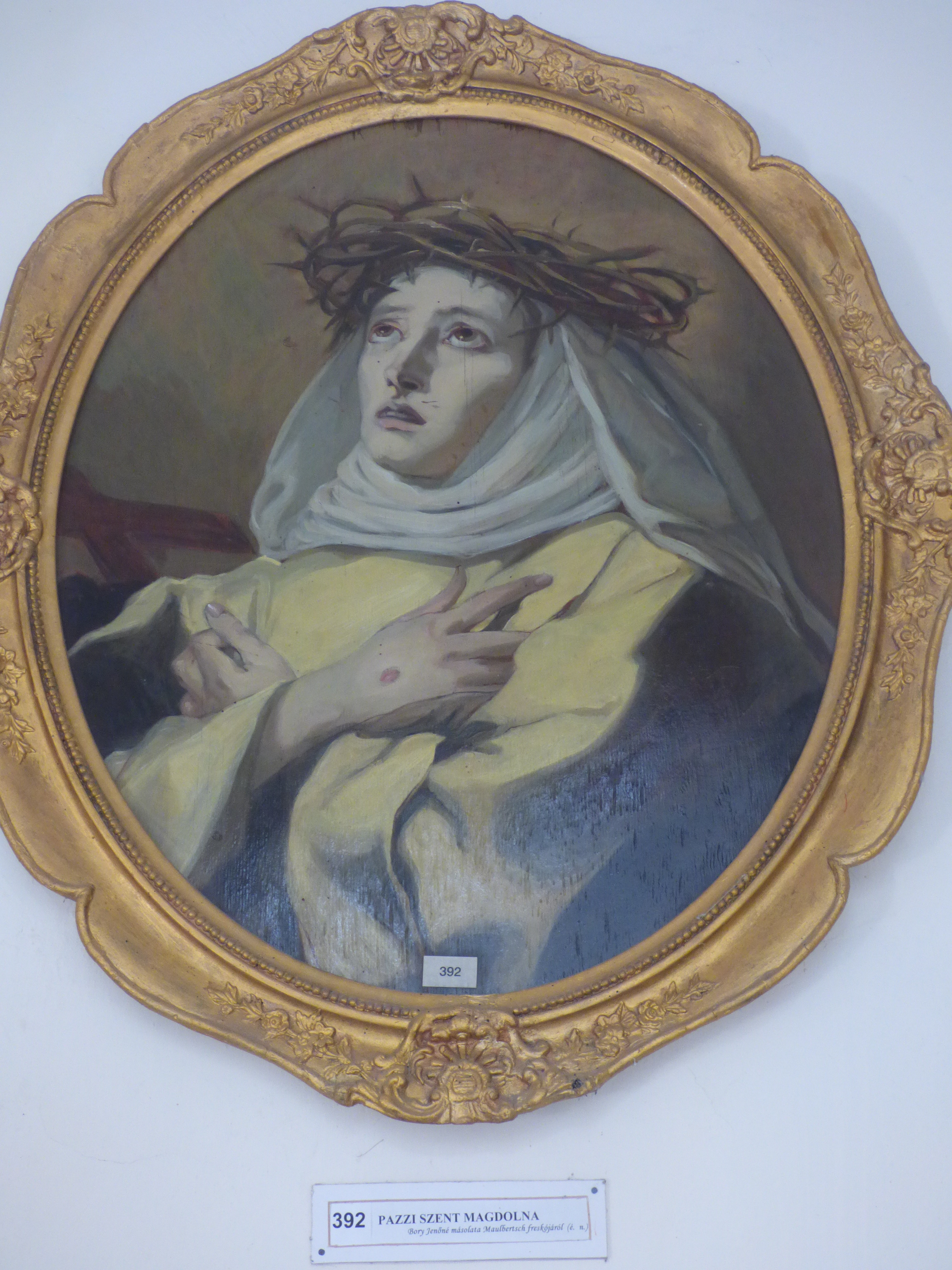
Franz Anton Maulbertsch freskójának másolatán a székesfehérvári Bory-várban, Bory Jenőné Komócsin Ilona alkotása

## Fordítás
- Ez a szócikk részben vagy egészben  a   Magdalena de Pazzi című angol Wikipédia-szócikk fordításán alapul.  Az eredeti cikk szerkesztőit annak laptörténete sorolja fel. Ez a jelzés csupán a megfogalmazás eredetét és a szerzői jogokat jelzi, nem szolgál a cikkben szereplő információk forrásmegjelöléseként.